# DF Deutsche Forfait
Die DF Deutsche Forfait Aktiengesellschaft ist ein deutsches Finanzunternehmen mit Sitz in Köln. Sie ist ein Anbieter für Außenhandelsfinanzierung in den Absatzmärkten des Nahen und Mittleren Ostens sowie Osteuropa, insbesondere für den Handel von Nahrungsmitteln, Pharma- und Healthcare-Produkten. Sie begleitet Exporteure sowie Importeure bei den Transaktionen und vermittelt zudem an ihre strategischen Partnerbanken. Seit 2023 zählen auch M&A-Aktivitäten in den Bereichen Food und Pharma zum festen Bestandteil des Geschäftsmodells der Gruppe.
Dabei fungiert die DF Deutsche Forfait AG als Muttergesellschaft der DF-Gruppe, bestehend aus den Tochtergesellschaften Deutsche Forfait GmbH mit Sitz in Köln sowie DF Deutsche Forfait s.r.o. und DF Deutsche Forfait Middle East s.r.o. mit Sitz in Prag (Tschechische Republik). Für die genannten M&A-Bereiche wurden 2024 die neuen Tochtergesellschaften DF Food & Beverage Holding GmbH (Köln) und DF Health & Pharma Holding GmbH (Köln) gegründet.
Im Juli 2024 hat die DF-Gruppe die Assets der insolventen Vagabund Brauerei GmbH übernommen.
Im Mai 2025 wurden die Assets der insolventen Ruhrplasma-Zentrum Bochum GmbH von der neusten Tochtergesellschaft Deutsche Blutplasma HP GmbH übernommen und damit der Einstieg in den Blutplasma-Markt vollzogen.
Die DF Deutsche Forfait AG wurde im Jahr 2000 in Köln gegründet und ging im Mai 2007 an die Börse. Das Unternehmen ist im General Standard der Börse Frankfurt notiert.